# Ommata pilosipes
Ommata pilosipes là một loài bọ cánh cứng trong họ Cerambycidae.